# De Bello Hispaniensi

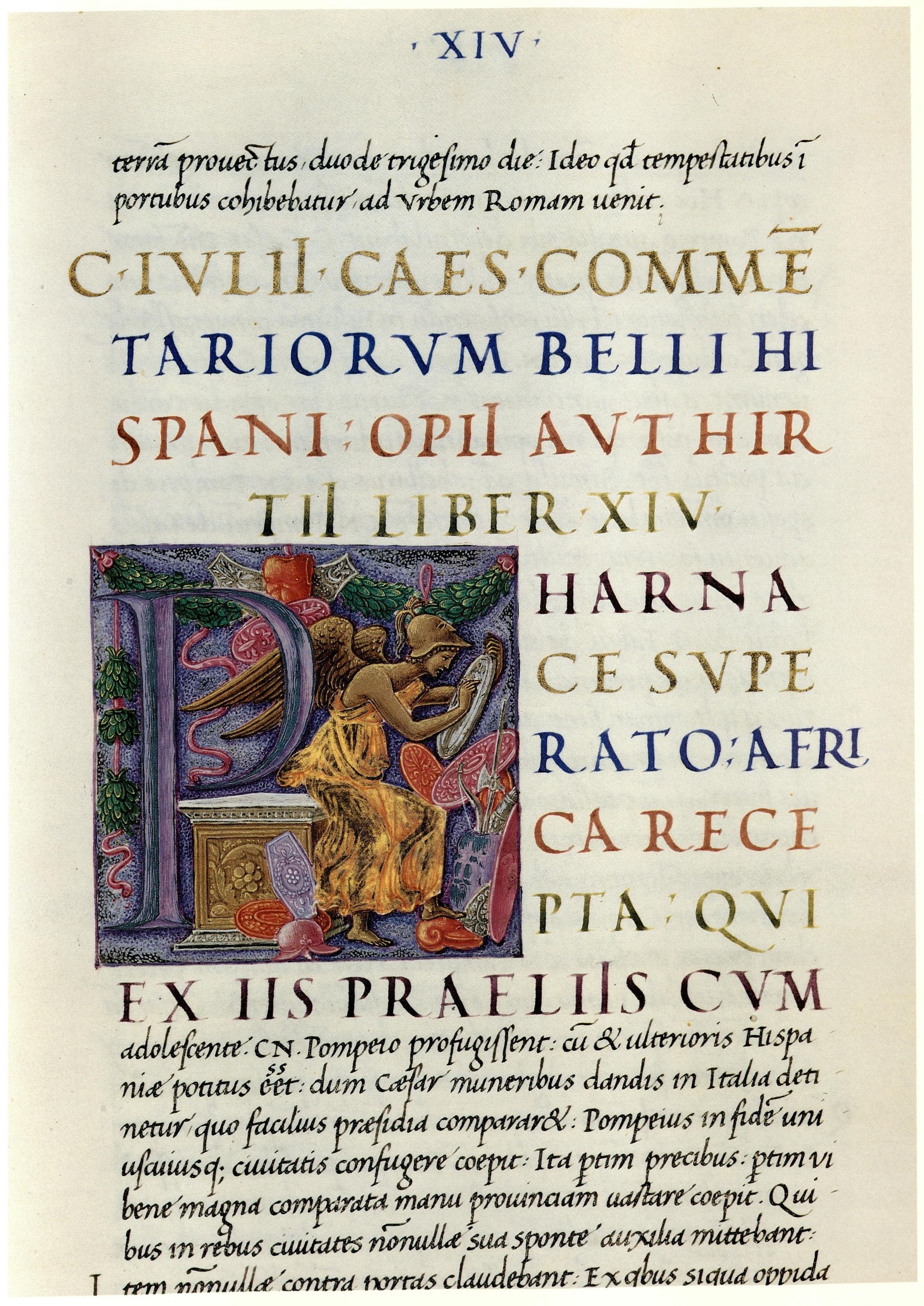
Um manuscrito de De bello Hispaniensi: Roma, Biblioteca Casanatense, 453, fol. 199r (final do século XV)

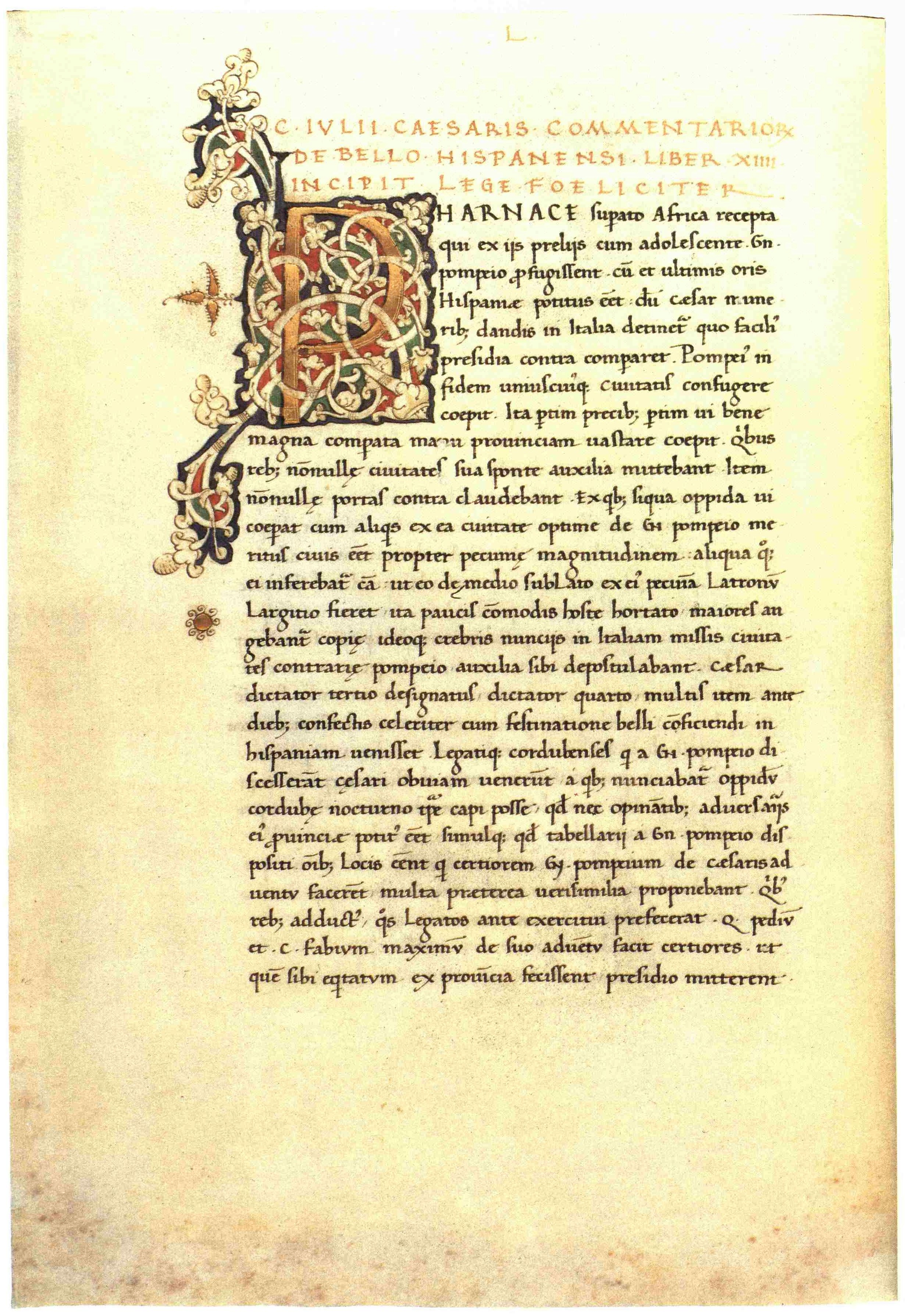
Uma página de um manuscrito de De bello Hispaniensi: Budapeste, Egyetemi Könyvtár, Cod. Lat. 11 (cerca de 1460/1470)

De Bello Hispaniensi (também Bellum Hispaniense; Sobre a Guerra Hispânica; Sobre a Guerra Espanhola) é uma obra latina que continua os comentários de Júlio César, De Bello Gallico e De Bello Civili, e suas sequências de dois autores desconhecidos De Bello Alexandrino e De Belo África. Detalha as campanhas de César na Península Ibérica, terminando com a Batalha de Munda.

## Autoria
De Bello Hispaniensi é precedido por De Bello Alexandrino e De Bello Africo. Essas três obras encerram o corpus cesariano que relata a guerra civil de César. Embora normalmente coletados e encadernados com os escritos autênticos de César, sua autoria tem sido debatida desde a antiguidade. Uma teoria muito plausível favorece Hirtius como o autor de De Bello Alexandrino. Mas devido a diferenças consideráveis de estilo, o consenso acadêmico descartou Hirtius ou Júlio César como autores das duas últimas partes. Foi sugerido que estes eram de fato rascunhos preparados a pedido de Hirtius por dois soldados separados que lutaram na respectiva campanha; e se ele tivesse sobrevivido, Hirtius os teria trabalhado em uma forma literária mais eficaz.
Sobre De Bello Hispaniensi T. Rice Holmes escreve: "Bellum Hispaniense é o pior livro da literatura latina; e seu texto é o mais deplorável. A linguagem é geralmente não gramatical e muitas vezes ininteligível. Os copistas realizaram suas tarefas tão mal que em nos quarenta e dois parágrafos há vinte e uma lacunas e seiscentas passagens corruptas.
Sobre o autor, A. G. Way arrisca que "a suposição de Macaulay de que ele era algum 'velho centurião robusto que lutou melhor do que escreveu' possivelmente não está muito longe da verdade".
Van Hooff (1974), entretanto, discorda; em sua opinião, é mais provável que o autor tenha sido um político, como um dos legados de César, Quintus Pedius ou Quintus Fabius Maximus, do que um soldado profissional, embora não necessariamente nenhum deles, já que o escritor mostra experiência de costumes africanos e, portanto, provavelmente visitou a África. De qualquer forma, a obra é interessante pelo fato de dar uma visão contemporânea de César não escrita pelo próprio César.
Storch (1977) também discorda. Na sua opinião, o autor era quase certamente um oficial de cavalaria presente na guerra. Ele ressalta que "o escritor do Bellum Hispaniense tinha um interesse incomum pela cavalaria. Os exemplos mais óbvios referem-se ao seu relato contínuo de escaramuças de cavalaria, mesmo quando de importância ridiculamente menor". Nisto, o livro é marcadamente diferente dos comentários do próprio César e do de Bello Alexandrino, nos quais são poucos os detalhes do número e das ações da cavalaria. Pelas descrições detalhadas da topografia, as informações sobre o clima e o número de vítimas registradas mesmo quando muito pequenas, fica claro que ele também foi testemunha ocular dos eventos descritos.
Uma recente análise estilística assistida por computador por Zhang e outros (2018) das cinco obras do corpus cesariano confirma que os livros 1–7 da Guerra da Gália e 1–3 da Guerra Civil foram escritos pelo mesmo autor (presumivelmente o próprio César), mas o livro 8 da Guerra Gálica e os comentários da Guerra Alexandrina, Africana e Espanhola parecem diferir em estilo não apenas das obras de César, mas também umas das outras.